# Prêmio Cubo de Ouro
O Prêmio Cubo de Ouro é uma premiação criada no Brasil em 2014 para celebrar as diversas vertentes do universo geek, sendo a primeira do gênero criada no país. Em 2021, a cerimônia de revelação dos vencedores passou a ser realizada no dia 25 de maio, data quando é celebrado o Dia do Orgulho Nerd.

## Histórico
As categorias englobam temas como games nacionais, literatura, personalidades, projetos sociais, entre outros temas e tribos relacionadas. Um produto do Sintonia Geek Content Hub, desde 2014, o Cubo de Ouro já premiou nomes como Guilherme Briggs, Carol Costa, Gaules, Leon Martins e Marcelo Tavares. Outros projetos famosos na cultura pop já foram anunciados como vencedores do Cubo de Ouro, como o portal Garotas Geeks, a feira Brasil Game Show, o programa Bunka Pop e a Amazon.
Entre os jurados para a escolha das categorias técnicas, o Cubo de Ouro já contou com a colaboração de nomes como Daniela Medeiros, set designer de filmes da Marvel, como Thor: Ragnarok e Homem Formiga e a Vespa; Marcus Alqueres, responsável pelos efeitos especiais de filmes como 300, Planeta dos Macacos e As Aventuras de Tintin; e Zé da Viola, cantor oficial da trilha sonora de Toy Story.
As cerimônias de premiação já contaram com apresentadores conhecidos do cenário nerd brasileiro. Em 2018, durante a Megacon, o youtuber Monark e a youtuber Vanessa Danieli, do canal Barbaridade Nerd, foram responsáveis por anunciar os vencedores. Já em 2019, durante o Shinobi Spirit, quem apresentou a cerimônia foi a dupla de atores Flávio de Souza e Henrique Stroeter, responsáveis pelos personagens Tíbio e Perônio, do Castelo Rá-Tim-Bum.
A edição de 2020 foi adiada, por conta da pandemia do novo coronavírus (Covid-19). Por conta disso, em 2021, no Dia do Orgulho Nerd, a premiação celebrou projetos e personalidades de destaque do ano anterior. A cerimônia foi online e contou com a apresentação do CEO da premiação, o jornalista Lucio Woytovicz Junior. Entre os convidados, estiveram o dublador Fábio Lucindo, o ex-gerente geral da ViacomCBS Maurício Kotait, o jornalista do IGN Brasil Bruno Yonezawa, a apresentadora e especialista em eSports Barbara Gutierrez, a atriz Angela Dippe, a atriz Luellem de Castro, a dubladora Luiza Caspary e a jornalista Bruna Penilhas.

## Edições
| Ano | Ano  | Local                     | Apresentador(es)                                                           |
| --- | ---- | ------------------------- | -------------------------------------------------------------------------- |
|     | 2014 | Online                    |                                                                            |
|     | 2018 | Megacon (Curitiba)        | Bruno Aiub (Monark) e Vanessa Danieli (Barbaridade Nerd)                   |
|     | 2019 | Shinobi Spirit (Curitiba) | Flávio de Souza e Henrique Stroeter - Tíbio e Perônio (Castelo Rá-Tim-Bum) |
|     | 2021 | Online                    | Lucio Woytovicz Junior - CEO do Cubo de Ouro                               |

## Categorias

#### Categorias Atuais
- Personalidade Geek do Ano - Votação Popular
- Canal, Programa ou Podcast Geek do Ano - Votação Popular
- Dublagem Geek do Ano - Votação Popular
- Imprensa Geek do Ano - Votação Popular
- Streamer Geek do Ano - Votação Popular
- Destaque eSports do Ano - Votação Popular
- Geek Creators do Ano - Votação Popular
- Projeto Social Geek do Ano- Votação Popular
- Melhor Filme Geek - Júri Técnico
- Melhor Game - Júri Técnico
- Melhor Literatura - Júri Técnico
- Melhor Jogo de Mesa - Júri Técnico
- Melhor Cosplay - Júri Técnico
- Melhor Projeto Musical Geek - Júri Técnico

#### Categorias Antigas
- Comércio de Produtos Geeks do Ano - Votação Popular
- Evento Geek do Ano - Votação Popular
- Destaque Global Geek do Ano - Votação Popular
- Fandom do Ano - Votação Popular
- Melhor projeto de audiovisual geek de ficção - Votação Popular
- Melhor projeto de audiovisual geek não ficção - Votação Popular
- Melhor Projeto de HQ - Votação Popular
- Prêmio Geração Geek - Homenagem